# Pujo-le-Plan
Pujo-le-Plan är en kommun i departementet Landes i regionen Nouvelle-Aquitaine i sydvästra Frankrike. Kommunen ligger i kantonen Villeneuve-de-Marsan som tillhör arrondissementet Mont-de-Marsan. År 2022 hade Pujo-le-Plan 625 invånare.

## Befolkningsutveckling
Antalet invånare i kommunen Pujo-le-Plan
Referens:INSEE